# Бёрч, Брайан Джон
Брайан Джон Бёрч (англ. Bryan John Birch; род. 25 сентября 1931) — британский математик, член Лондонского королевского общества. Его именем названы Гипотеза Бёрча — Свиннертон-Дайера и Теорема Бёрча.

## Биография
Брайан Джон Бёрч родился в Бертон-апон-Тренте, родители — Артур Джек и Мэри Эдит Бёрч. Получил образование в Школе Шрусбери и Тринити-колледже. Женат на Джине Маргарет Крист с 1961 года, у них трое детей.
Диссертацию писал в Кембриджском университете под официальным руководством Джона Касселса. В основном под влиянием Гарольда Дэвенпорта он доказал теорему Бёрча.
Впоследствии он работал совместно с Питером Свиннертон-Дайером над вычислением L-функций Хассе — Вейля для эллиптических кривых. В итоге они предположили, что ранг эллиптической кривой {\displaystyle E} над полем {\displaystyle K} равен порядку нуля дзета-функции Хассе — Вейля {\displaystyle L(E,s)} в точке {\displaystyle s=1}. Эта гипотеза оказала воздействие на развитие теории чисел после середины 1969-х годов. В данном направлении получены некоторые результаты, но гипотеза не доказана и является проблемой тысячелетия.
В 1971 году Бёрч ввёл в математику модулярные символы.
В более поздних работах он внёс вклад в Алгебраическую K-теорию — Гипотеза Берча – Тейта.
Берч работал приглашенным научным сотрудником Института перспективных исследований осенью 1983 года. В 1972 году он был избран членом Королевского общества. Лондонское математическое общество удостоило Бёрча премии старшего Уайтхеда в 1993 году и медали Де Моргана в 2007. В 2012 году он стал членом Американского математического общества. В 2020 году Бёрч был награжден медалью Сильвестра Лондонским королевским обществом.

## Избранные публикации
- Computers in Number Theory. (editor). London: Academic Press, 1973.
- Modular function of one variable IV (editor) with W. Kuyk. Lecture Notes in Mathematics 476. Berlin: Springer Verlag, 1975. ISBN 3-540-07392-2
- The Collected Works of Harold Davenport. (editor). London: Academic Press, 1977.